# Planübung
Planübung ist ein westdeutscher Fernsehfilm von 1977 unter der Regie von Wolfgang Petersen. In einer Bundeswehrübung wird der Kriegsfall auf westdeutschem Gebiet durchgespielt. Die Erstausstrahlung erfolgte am 13. September 1977 in der ARD.

## Handlung
In einer Planübung der Bundeswehr wird ein Krisenszenario durchgespielt. Übungsgegner „Rot“ greift mit konventionellen Kräften Übungsgegner „Blau“ (die Bundeswehr) im Raum Mittellandkanal an.
Am dritten Tag nach dem Angriff schlägt „Blau“ zurück, wobei Panzer, Behelfsbrücken und Tiefflieger eingesetzt werden. Mitgeführt werden auch Atombomben, deren Einsatz allerdings noch nicht freigegeben ist.
„Rot“ ist gezwungen, sich auf seine Befehlszentrale in einem kleinen Kurort zurückzuziehen. Es setzt nun Marine-Einheiten ein, die in westliche Gewässer vordringen. Außerdem wird der Einsatz von Atomwaffen angedroht. Daraufhin beschließt das NATO-Hauptquartier in Brüssel, ebenfalls den Einsatz von Kernwaffen anzudrohen, „und so geschieht es, daß ein Scharmützel am Mittellandkanal zum Atomkrieg eskaliert“.(Buchka)

## Produktionsnotizen
Drehbuchautor Wolfgang Menge hatte das Filmszenario nach zwei tatsächlichen Planübungen der Bundeswehr gestaltet. Die Bundeswehr zog ihre ursprüngliche Zusage zur Unterstützung der Produktion zurück; Einzelheiten sind nicht bekannt.
Die Außendreharbeiten fanden im November 1976 im Raum Bad Eilsen, Minden, im Weserbergland und am Mittellandkanal  statt.

## Kritik
Zeit-Kritiker Peter Buchka (1943–1998) beurteilte den Film positiv:

„Der Krieg, sagt man, hat seine eigenen Gesetze. ‚Planübung‘ behauptet, sie werden schon in Friedenszeiten gemacht, also jetzt. Und nichts spricht dafür, dass sich die so gedrillten Soldaten im Ernstfall anders verhalten, andere Befehle geben werden. Dann aber bedeuten die taktischen Zeichen auf den Generalstabskarten mehr als nur Modellfiguren und -häuser in einem Sandkasten. Abzusehen ist natürlich, daß nach diesem Film die Fachleute kommen und uns sagen, in Wirklichkeit sei alles ganz anders, und Vorbereitung müsse schließlich sein.  Aber egal, wie präzise dieses Fernsehspiel den Mechanismus der Simulation darstellt und wie präzise diese Simulation wiederum die eventuelle Wirklichkeit vorwegnimmt – sein Verdienst wird es hoffentlich sein, die Diskussion über die Bundeswehr nun auch auf deren intellektuelle Verfassung auszuweiten; eine Diskussion, die die Militärs so gern auf statistische Leistungsnachweise beschränken, um dann noch mehr ‚Spielzeug‘ zu fordern.“

## Überlieferung
Soweit bekannt, wurde der Film nie wieder (Stand 2024) im Fernsehen ausgestrahlt. Eine DVD-Edition ist Teil der Wolfgang Petersen Film Collection, die 2008 von Warner Home Video, Hamburg, herausgegeben wurde.